# Calle Diputación
La calle Diputación es una calle ubicada en el centro de la villa de Bilbao. Se inicia en la calle Colón de Larreátegui y finaliza en la calle Rodríguez Arias, atravesando perpendicularmente en su recorrido la Gran Vía de Don Diego López de Haro.

## Edificios de interés y estatuaria
Diversos edificios y estatuas reseñables rodean la calle Diputación:

### Edificios
- Edificio de la BBK esquina Gran Vía de Don Diego López de Haro.
- Palacio de la Diputación Foral de Vizcaya.
- Biblioteca Foral de Bizkaia.

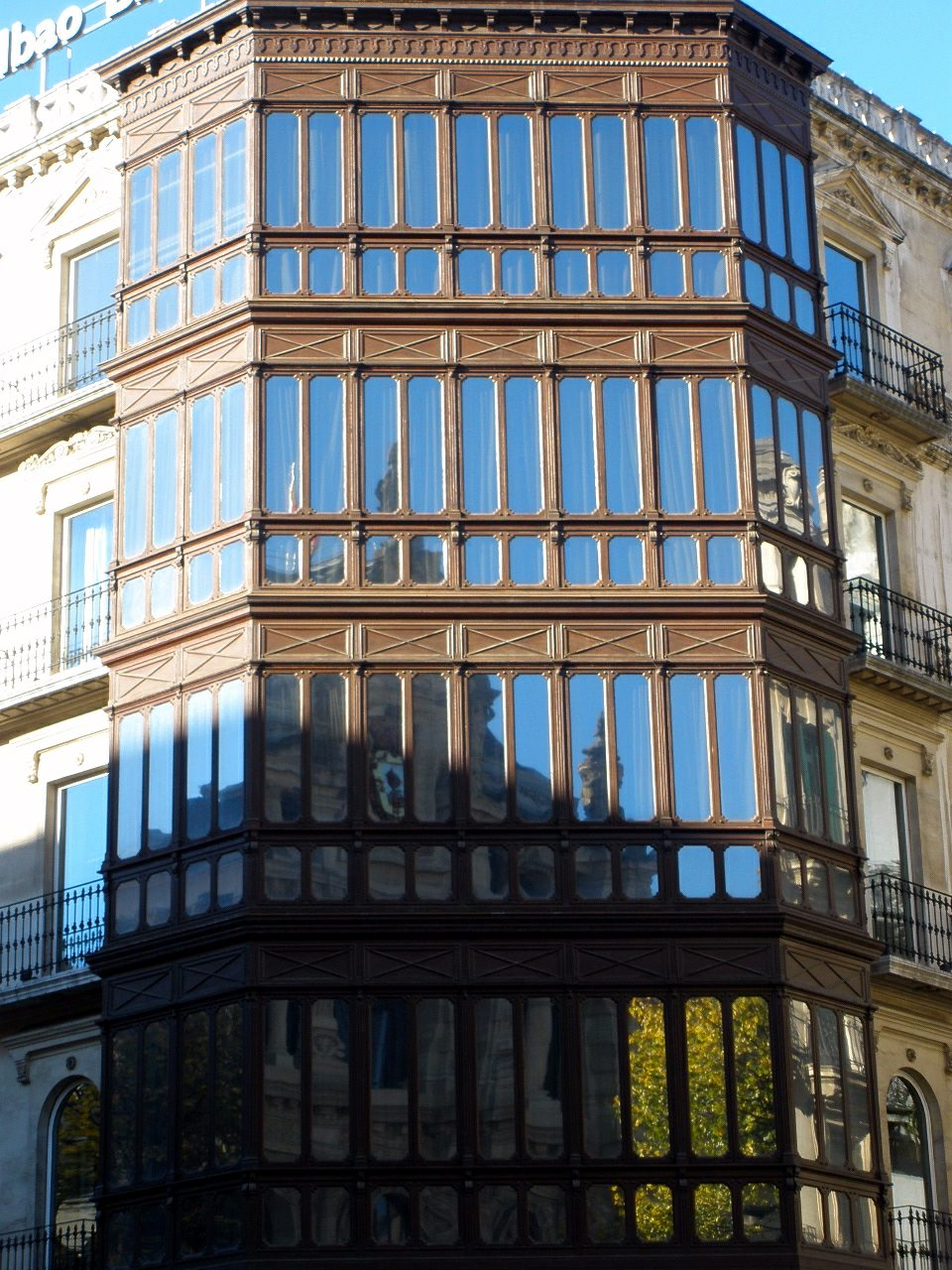
Detalle de la fachada del edificio de la BBK esquina Gran Vía de Don Diego López de Haro
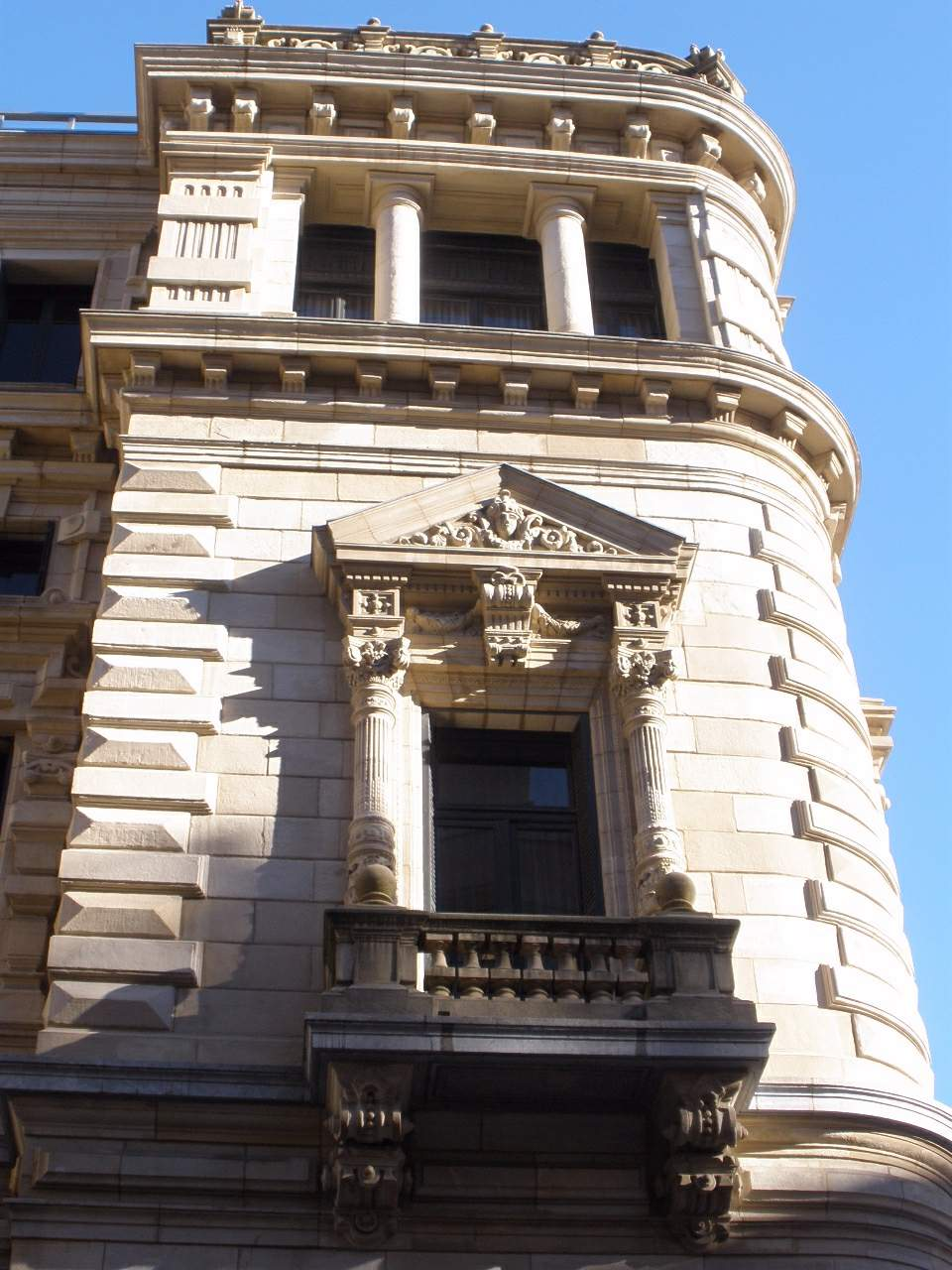
Detalle de la fachada del Palacio de la Diputación Foral de Vizcaya con vistas a la calle Diputación
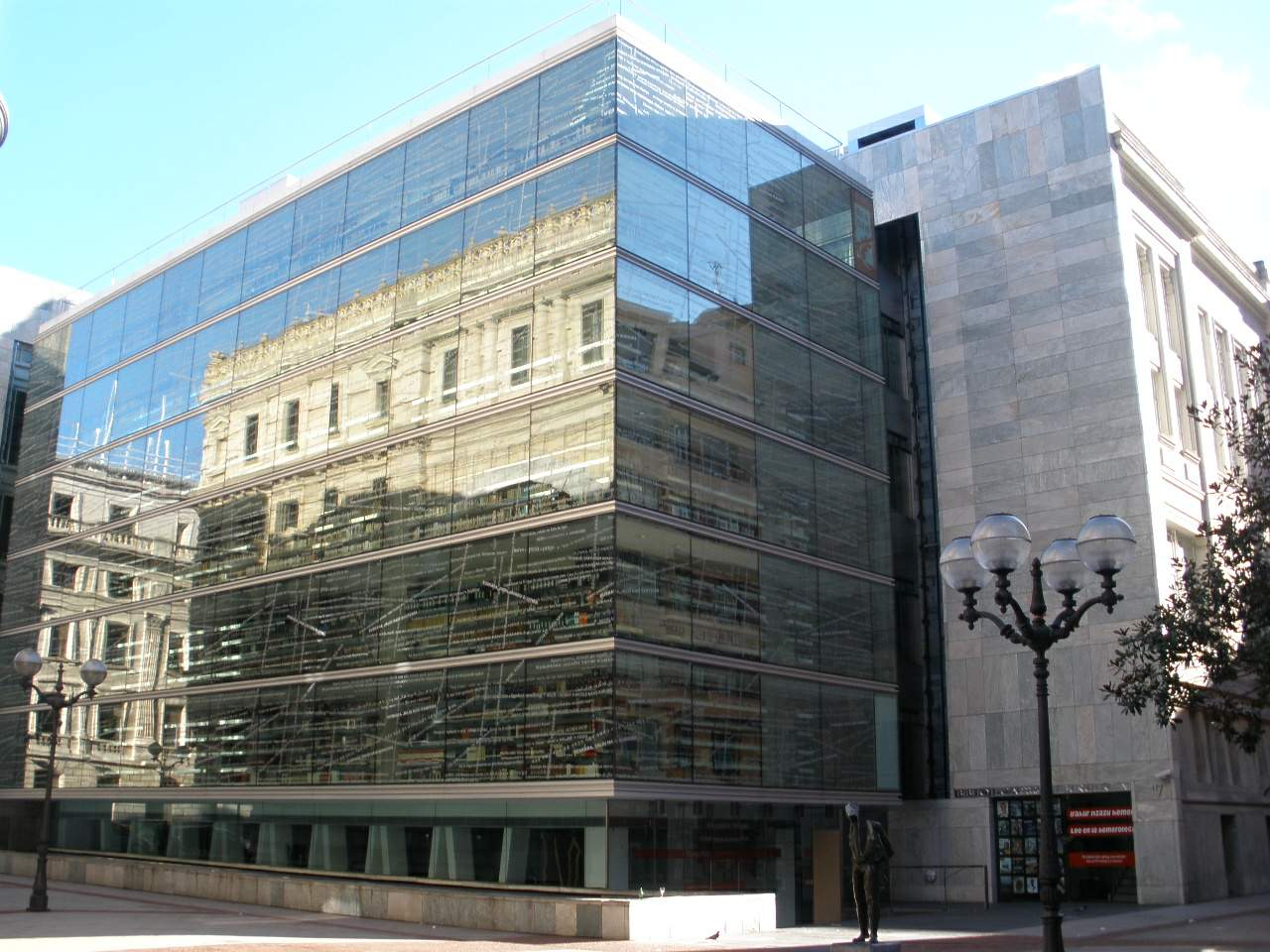
Biblioteca Foral de Bizkaia

### Estatuas
- Busto de John Adams, obra de la escultora Lurdes Umerez, en la confluencia de las calles Diputación y Gran Vía, junto al Palacio de la Diputación Foral de Vizcaya.[2]
- Estatua El caminante de 1997, obra de Jose Ramón Gómez Nazábal, en la confluencia con la Calle Arbieto.[3]
- Relieves art déco en la torre del edificio de oficinas de 1947 de Rafael Fontán Sáenz, en la confluencia de las calles Diputación y Arbieto.[4]

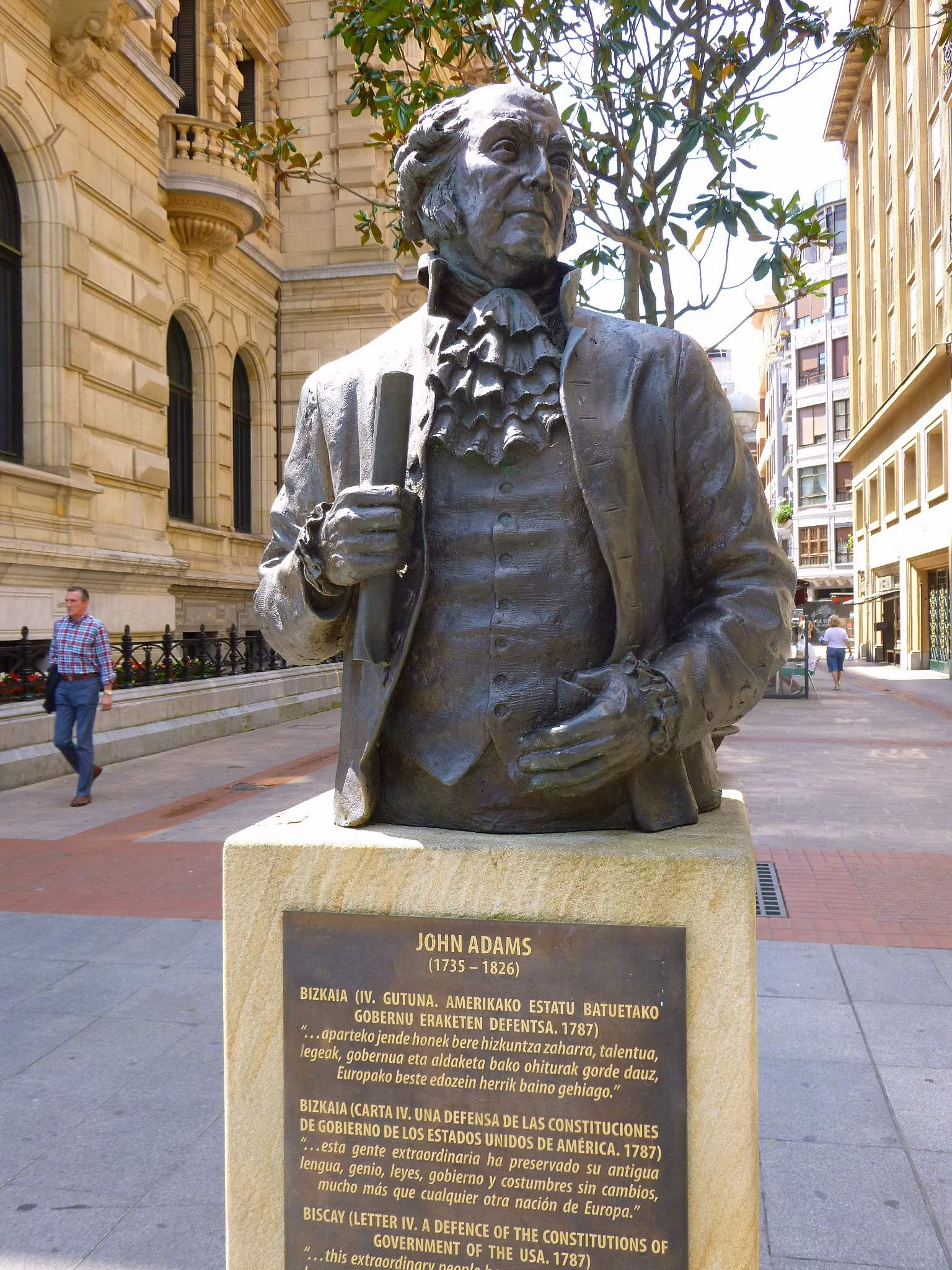
Monumento a John Adams, padre de la independencia de Estados Unidos
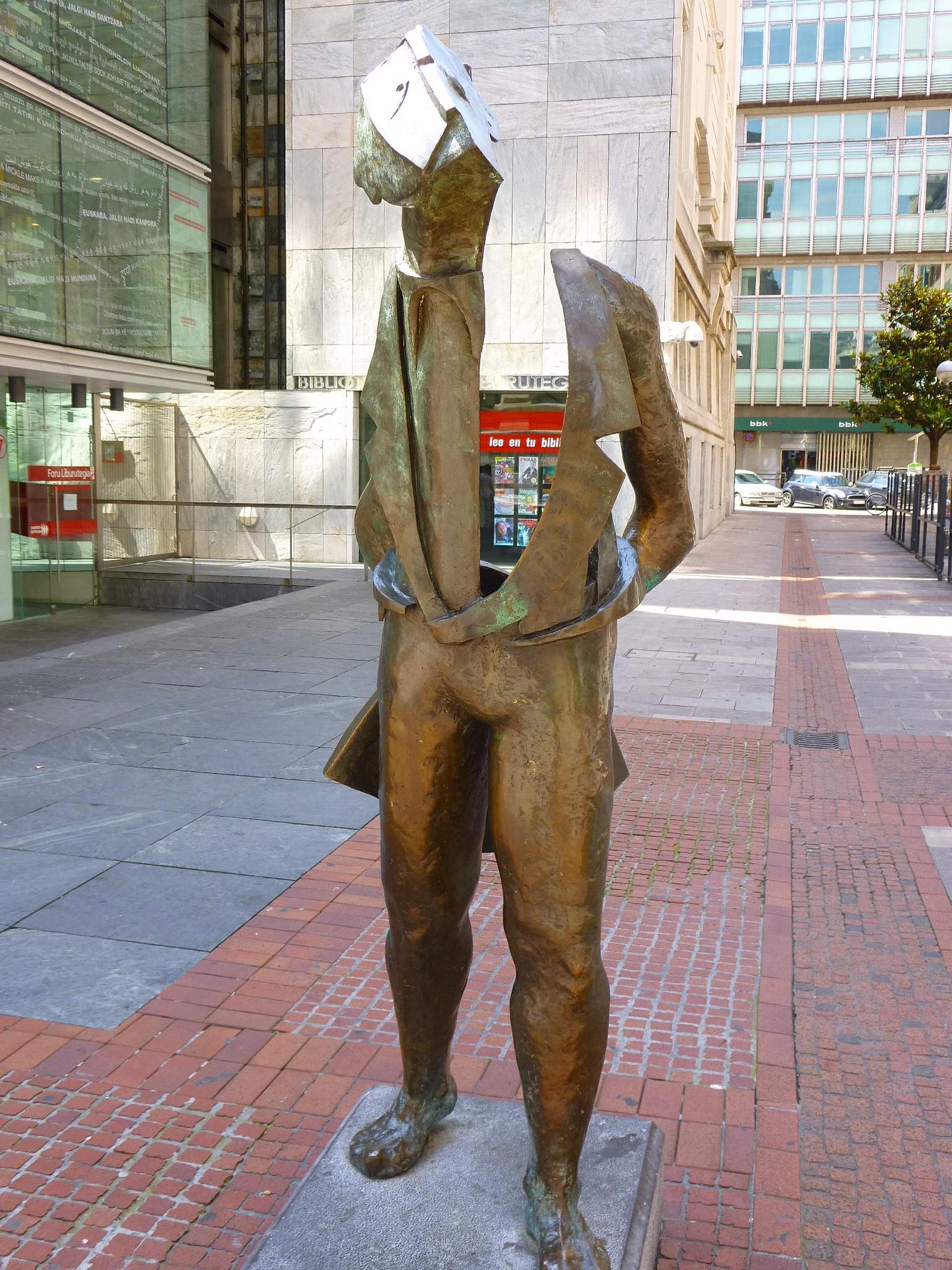
Estatua El caminante
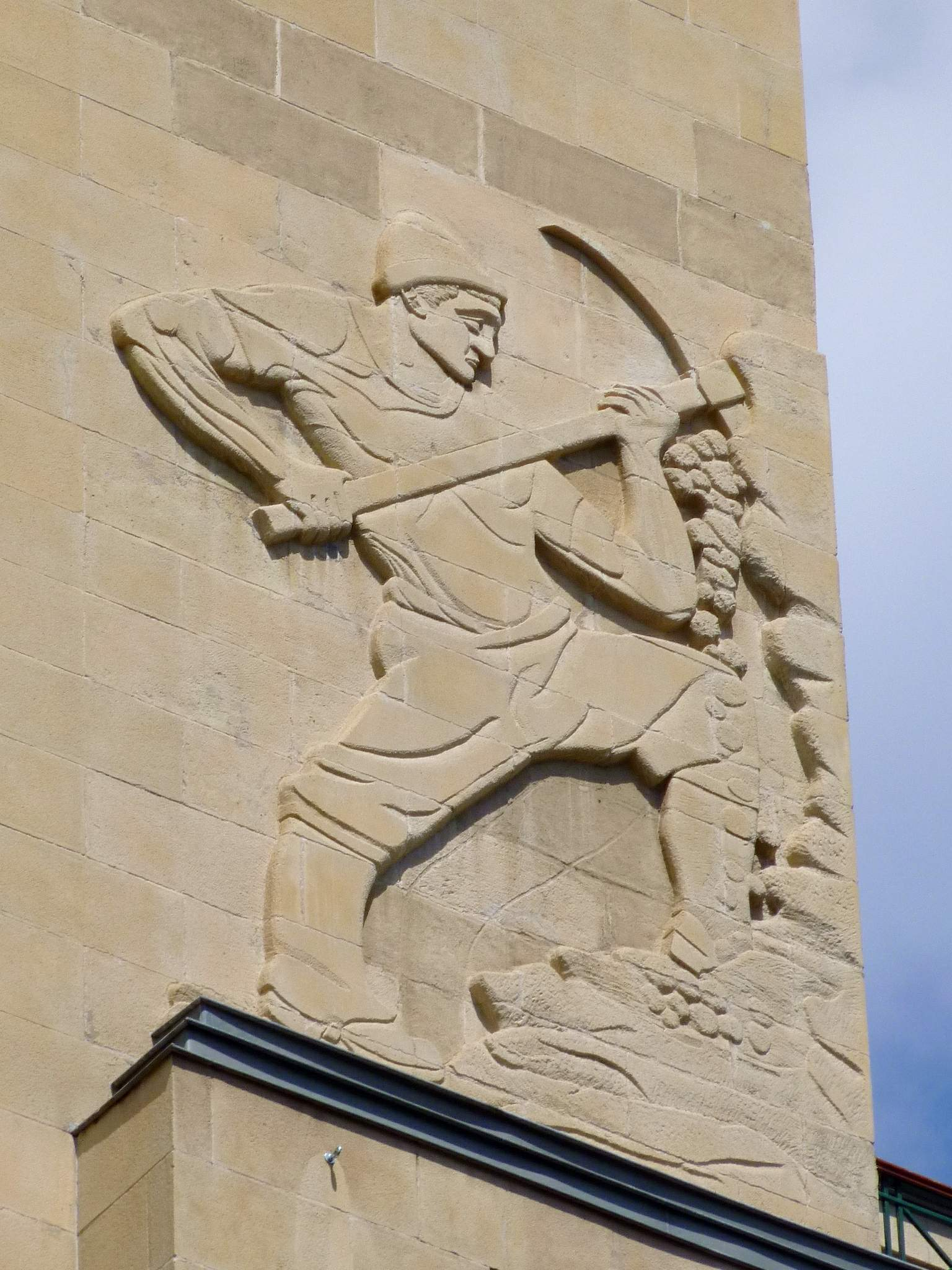
Relieve art déco en la torre del edificio de oficinas de Rafael Fontán Sáenz

## Medios de transporte
Estación de Moyua (salida Diputación) del Metro de Bilbao.